# Midnight City (Arrow)
Midnight City es el decimoprimer episodio de la tercera temporada y quincuagésimo séptimo episodio a lo largo de la serie de televisión estadounidense de drama y ciencia ficción, Arrow. El episodio fue escrito por Wendy Mericle y Ben Sokolowski y dirigido por Nick Copus. Fue estrenado el 28 de enero de 2015 en Estados Unidos por la cadena The CW.
Roy y Diggle enfrentan a Laurel sobre seguir los pasos de su hermana y le piden que pare antes de que termine muerta, pero cuando Brick secuestra a los concejales de la ciudad y amenaza con asesinarlos si la policía no evacúa los Glades, Arsenal y Canario Negro hacen equipo para rescatarlos. Al escuchar noticias sobre la vuelta de la vigilante, Quentin cree que Sara ha vuelto y Laurel intenta alejarlo haciéndose pasar por su hermana. Por otra parte, después de que Ray le dijera que está peleando por aquellos que le importan y siguen con vida, Felicity encuentra una nueva manera de honrar la misión de Oliver. Finalmente, Malcolm le revela a Thea que Ra's al Ghul está tras él y su familia y deben abandonar la ciudad y Chase se revela como un espía de la Liga de Asesinos.

## Sinopsis
Arsenal y Diggle tratan de impedir que Laurel siga el ejemplo de su hermana para que no acabe muriendo. No obstante, Brick secuestra a los concejales de la ciudad y amenaza con matarlos a menos que la policía evacue Los Glades: todos los justicieros acaban siendo necesarios. Mientras tanto, Ray colabora con Lance y la fuerza policial para luchar contra Brick, dejando ver a Felicity un nuevo lado suyo. Malcolm le cuenta a Thea que Ra's al Ghul está detrás de él y su familia y deben irse de la ciudad inmediatamente.

## Elenco
- Stephen Amell como Oliver Queen/la Flecha.
- Katie Cassidy como Laurel Lance/Canario.
- David Ramsey como John Diggle.
- Willa Holland como Thea Queen.
- Emily Bett Rickards como Felicity Smoak.
- Colton Haynes como Roy Harper/Arsenal.
- John Barrowman como Malcolm Merlyn/Arquero Oscuro.
- Paul Blackthorne como el capitán Quentin Lance.

## Continuidad
- Chase fue visto anteriormente en Draw Back Your Bow.
- Malcolm le dice a Thea que deben abandonar la ciudad y le cuenta por qué Ra's al Ghul está tras él.

- Thea se niega a abandonar la ciudad y le dice a su padre que deben enfrentar a Ra's al Ghul.

- Felicity regresa al equipo Arrow y le dice a Ray que lo ayudará con su exoesqueleto.
- Laurel se hace pasar por Sara ante su padre.
- Oliver le pide a Maseo y Tatsu que regresen con él a Ciudad Starling.
- Chase revela ser un espía de Sarab en Starling City.

## Desarrollo

### Producción
La producción de este episodio comenzó el 23 de octubre y terminó el 31 de octubre de 2014.

### Filmación
El episodio fue filmado del 3 de noviembre al 13 de noviembre de 2014.

## Recepción

### Recepción de la crítica
Jesse Schedeen de IGN calificó al episodio como grandioso y le otorgó una puntuación de 8.8, comentando: "Arrow realmente parece haber sido energizada por el hiato de mitad de temporada y la desaparición de Oliver Queen. El reparto de soporte está dando un paso a lo grande en su ausencia, mientras que el Brick de Vinnie Jones está demostrando ser uno de los villanos más memorables de la serie. La combinación de la áspera iniciación de Laurel como superheroína, la escalada del conflicto en Starling, y el drama Maseo/Tatsu hicieron un gran episodio todo incluido".